# Пачит (Варезе)
Пачит је насеље у Италији у округу Варезе, региону Ломбардија.
Према процени из 2011. у насељу је живело 54 становника. Насеље се налази на надморској висини од 309 м.